# Cajetan Felder

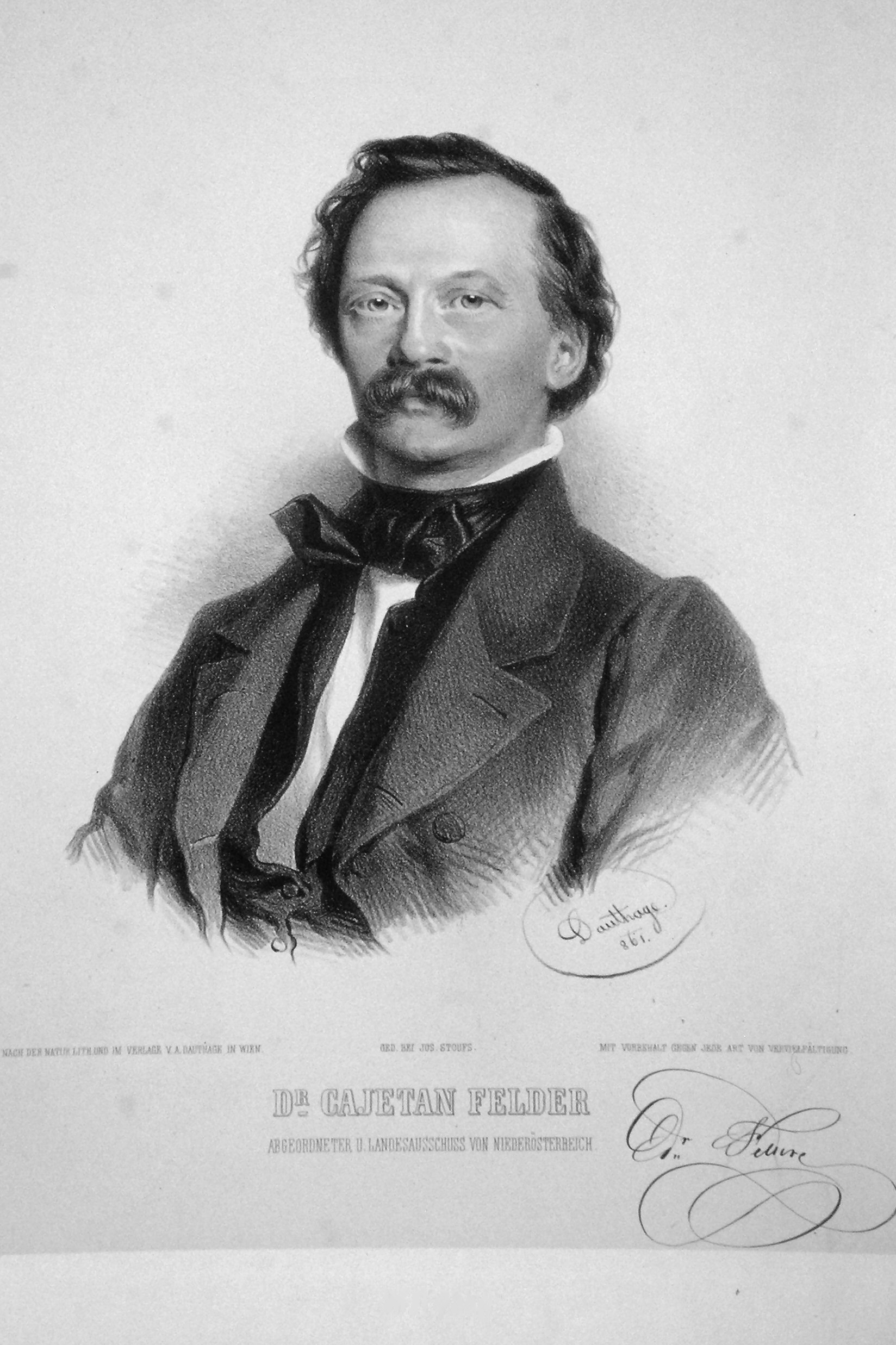
Cajetan Felder

Cajetan Freiherr von Felder (ur. 19 września 1814 w Wiedniu, zm. 30 listopada 1894 tamże) – austriacki prawnik, polityk i entomolog, specjalizujący się w badaniu motyli. Burmistrz Wiednia od 1868 do 1878.
Syn Mathiasa i Antonii z domu Zrza. Kształcił się kolejno w Brnie i Wiedniu, od 1834 na studium prawniczym (Jusstudium) na Uniwersytecie Wiedeńskim. W roku akademickim 1839/1840 odbył praktykę sądową w Brnie. Od 1 sierpnia 1840 był koncypientem w kancelarii prawniczej dr. Antona Wandratscha.
Od 1838 odbywał piesze wędrówki po Europie celem nauki języków obcych. Od 1843 pracował jako asystent na Terezjańskiej Akademii Wojskowej. W 1845 został sądowym tłumaczem przysięgłym z języka hiszpańskiego, w 1846 z języka francuskiego, a także angielskiego, holenderskiego, duńskiego, szwedzkiego i portugalskiego.
W 1861 został radnym miejskim, 9 lipca 1861 wybrano go drugim, a 28 kwietnia 1863 pierwszym zastępcą burmistrza. Stał na czele komisji ds. wodociągów i regulacji Dunaju. Po śmierci burmistrza Zelinki wybrano go 28 grudnia 1868 jego następcą, a później kolejno w 1871, 1874 i 1877. Jednocześnie w latach 1861–1884 był posłem na Sejm Krajowy Austrii Dolnej, pełniąc w latach 1880–1884 funkcję marszałka tego gremium.
Żonaty od 1841 z Josefine Sowa.